# Zgoda (województwo podkarpackie)
Zgoda – wieś w Polsce położona w województwie podkarpackim, w powiecie jarosławskim, w gminie Jarosław.
W latach 1975–1998 miejscowość należała administracyjnie do województwa przemyskiego.